# Заволжский сельсовет (Астраханская область)
Заво́лжский сельсове́т — муниципальное образование в Астраханской области Харабалинского района, административный центр — село Заволжское.

## История
6 августа 2004 года в соответствии с Законом Астраханской области № 43/2004-ОЗ установлены границы муниципального образования, сельсовет наделен статусом сельского поселения.

## Население
| 2010  | 2012  | 2013  | 2014  | 2015  | 2016  | 2017  | 2018  | 2018  |
| ----- | ----- | ----- | ----- | ----- | ----- | ----- | ----- | ----- |
| 1467  | ↘1459 | ↘1405 | ↘1400 | ↘1396 | ↘1391 | ↘1381 | ↘1369 | →1369 |
| 2019  | 2020  | 2021  |       |       |       |       |       |       |
| ↘1341 | ↘1306 | ↗1401 |       |       |       |       |       |       |

## Состав сельского поселения
| № | Населённый пункт | Тип населённого пункта       | Население |
| - | ---------------- | ---------------------------- | --------- |
| 1 | Заволжское       | село, административный центр | ↗1401     |